# Lago de Valencia
El Lago Tacarigua o lago de Valencia es un lago de Venezuela, el segundo en importancia, después del lago de Maracaibo, y el cuerpo de agua dulce sin salida al mar más grande del país. Se encuentra emplazado en una fosa tectónica conocida como Graben de Tacarigua o Valencia, que se encuentra entre la serranía del litoral y la serranía del Interior. La cuenca es de tipo endorreica, y cubre 3150 km² (0,3 % del país).
El lago es el fenómeno hidrográfico más importante del centro del país, con una longitud máxima de 30 km, una anchura máxima que alcanza los 20 km, una profundidad máxima de 47 m y una media de 38 m.
Es el tercer cuerpo de agua más importante de Venezuela, luego del lago de Maracaibo y el embalse de Guri. En datos de 2023, presentaba una cota cercana a los 414 m s. n. m. (metros sobre el nivel del mar), ocupaba una superficie de más de 390 km² y un volumen de más de 8500 km³.
Su origen se ubica entre finales del Terciario y comienzos del Cuaternario; para esa era existía comunicación con la cuenca del río Pao, cuando el río Valencia (hoy río Cabriales) tributaba sus aguas hacia esa cuenca. Posteriormente se produjo un represamiento natural del río Valencia, lo cual indujo a la formación del lago; sin embargo, el lago seguía tributando sus aguas al Pao.
Se emplaza en una fosa o depresión tectónica, con orientación este- oeste, entre las serranías del Litoral y del Interior. El 80 % de la superficie del lago pertenece a Carabobo y el 20 % al estado Aragua.
La cuenca del Lago Tacarigua o de Valencia se transformó en endorreica hace unos 298 años atrás; en los años posteriores a 1727, el vertedero natural del lago deja de entregar sus aguas, cuando disminuyen las cargas de agua, ocasionando que su cota se ubicara por debajo de los 427 m s. n. m., cuya altura representaba la cota de alivio, eliminando su aporte a la cuenca del río Pao, lo que transforma su cuenca tributaria en endorreica. Sin embargo hay hipótesis que indican la continuación de la conexión del lago con la cuenca del Pao por medio de las aguas subterráneas.
El MARN realizó, hace más de 20 años, estudios hidroquímicos e isotópicos en la cuenca del lago, con resultados preliminares que indican la conexión del flujo subterráneo en el mismo sector con la cuenca del Pao.
El proceso de ocupación de la cuenca fue la causa de la disminución del nivel del lago y desde el año 1945 el proceso de desecación se acentuó, debido al uso intensivo de las aguas que tuvo lugar en su entorno.
El lago estuvo sometido a un proceso de desecamiento por condiciones climáticas, específicamente por la alta evaporación de sus aguas. Este proceso se acelera a partir de la década de los 40 cuando se construyen los embalses de Zuata y Taiguaiguay, que regulan un área tributaria por el orden del 27 % del área total que tributa al lago, a los fines de suministro de agua a desarrollo agrícolas y que regularon aún más la entrada de las aguas en el balance del lago, originando descensos alarmantes en sus niveles.
La limitación de calidad y cantidad de las aguas superficiales, la intensa actividad agrícola, la industrialización y el desarrollo urbanístico propiciaron un aumento progresivo del aprovechamiento de las aguas subterráneas, ocasionando descensos en sus niveles y posterior deterioro de la calidad de sus aguas, dada su interconexión con el lago.
En el año 1975 comienza la importación de volúmenes de agua, proveniente de la cuenca del río Pao (estado Carabobo), para satisfacer las demandas urbanas de Valencia. Los flujos de retorno que produjeron por efecto de drenaje fueron drenados hacia el río Cabriales, y por eso no se observa una recuperación de los niveles. A partir de 1978, el Instituto Nacional de Obras Sanitarias (INOS) decide desviar las aguas del río Cabriales hacia el lago Tacarigua o de Valencia, lo que produjo el inicio de la recuperación de los niveles del lago.  Se desvió debido a que la contaminación del Cabriales estaba afectando la calidad de las aguas del embalse Pao-Cachinche, situación que generó incrementos a los volúmenes del lago en 3 m³/s, lo que produjo el inicio de la recuperación de los niveles del lago, el cual ha continuado de forma progresiva debido al incremento de las importaciones de agua de la cuenca del río Pao, que en la actualidad surten desde los embalses de Pao-Cachinche y Pao La balsa, a través del acueducto regional del centro. a la mayor parte de las áreas metropolitanas de Valencia y Maracay.
Este proceso revirtió el flujo de las aguas subterráneas cuando inicialmente la mayoría de los acuíferos que bordean el lago la alimentaban, pero con la importación de volúmenes el lago y con los descensos paulatinos de los niveles freáticos, se cambió la dirección del flujo hidráulico del lago hacia los acuíferos, acarreando la carga de contaminantes y el deterioro de las aguas subterráneas que bordean el lago.
El lago también representa una provincia de aguas subterráneas en el conjunto de regiones hidrogeológicas de Venezuela. Se identifican doce acuíferos relativamente interconectados. Se estima la existencia de cerca de 3000 pozos de agua con profundidades que varían entre 30 y 150 m, con máximas de hasta 300 m. Se ha calculado que para un área de 1000 km², las reservas de agua están en el orden de los 3500 millones de metros cúbicos.
En la cuenca del lago Tacarigua o de Valencia se identifican cursos de agua de poca trayectoria y caudal que nacen en las serranías que la encierran. El curso de agua con mayor longitud dentro de la cuenca es el río Aragua, que tiene su origen en el municipio Tovar; otro río importante que drena al lago es el río Tocorón (ambos en Aragua).
La depresión de Valencia está constituida por sedimentos fluvio-lacustres que forman una planicie cuaternaria que bordea el lago, el paisaje predominantemente plano, con pendientes bajas, que aumentan ligeramente en la altiplanicie de Tocuyito (Carabobo), se presentan amplias llanuras que abarcan el sureste del lago hasta la depresión del río Pao, y hacia el noreste alcanza las tierras bajas del estado Yaracuy.
En la cuenca del lago también existen fuentes geotermales en Mariara (Aguas Calientes), estado Carabobo y en Onoto (Las Delicias) estado Aragua.
La altitud de la depresión varía desde los 414 a los 500 m s. n. m., hasta alcanzar las mayores alturas a nivel de paisajes montañoso de la serranía del interior, donde escasamente superan los 1400 m s. n. m. en Carabobo y los 1600 m s. n. m. en Aragua, y tiene presencia de Valles intramontanos (Belém, Manuare, Los Naranjos, Villa de Cura).
En general, la cuenca del lago Tacarigua o lago de Valencia es también conocida popularmente como los Valles de Aragua. En la actualidad el lago tiene una extensión de 344 km². En sus orillas se levantan dos de las principales ciudades del país como son: Maracay y Valencia y otros centros urbanos importantes como los son Mariara, San Joaquín, Güigüe, Guacara, Los Guayos y Palo Negro.
La importancia de esta depresión radica en su ubicación geográfica estratégica, así como las condiciones de relieve, clima y suelos, muy adecuadas para múltiples usos. Por ello, el estado Venezolano volcó en su momento grandes esfuerzos para conocer los suelos de este sector de manera más detallada que otras zonas del país. La Depresión del lago Tacarigua o de Valencia es un área de tierras planas, de unos 1500 km² de superficie, ubicada en la región fisiográfica cordillera de la Costa Central. Esta es una de las pocas regiones del país que concentra en poco espacio una alta proporción de tierras agrícolas de primera calidad. Sin embargo, el acelerado crecimiento urbano e industrial ocurrido en esta región desde la segunda mitad del siglo XX la ha convertido en un área densamente pobladas (10 % de la población total en 0,3 % del territorio nacional). Como consecuencia, la depresión es el escenario de un agudo conflicto rural urbano por la ocupación del espacio físico.

## Historia
Este importante reservorio de agua tiene como nombre originario «lago Tacarigua». Fueron los aborígenes antes de la conquista y durante la colonización los que lo llamaran «Tacarigua», nombre con el cual se designaba el árbol tambor, abundante en sus alrededores.
Antes de la llegada de los españoles a América, los indios tacariguas eran los únicos pobladores de los fértiles valles y terrazas lacustres que circundaban este lago, disfrutando los abundantes recursos de caza y pesca, existentes en su área de influencia
El 25 de diciembre de 1547, Juan de Villegas, encomendero del rey, llega a los márgenes de aquella plácida laguna de los Tacariguas; el partió de El Tocuyo para explorar la zona y fundar una población allí. Al no encontrar el oro que buscaba, decidió abandonar la idea y seguir hacia el mar para fundar una ciudad en lo que ya era la población indígena de Borburata. Los márgenes del lago estaban pobladas por las siguientes tribus:
- Tacariguas, que le dieron el nombre.
- Guayamures, en La Cabrera y Mariara.
- Guaicaras y guaios: en la actualidad las ciudades de Guacara y Los Guayos.
- Guaicas, mucarias: en la región de Güigüe.

El capitán Vicente Díaz funda un hato en donde se encuentra hoy en día la ciudad de Valencia. Para propiciar el poblamiento de la región, Díaz favorece a los vecinos de Borburata que quisieran radicarse en el nuevo sitio, obsequiándoles piezas de ganado.
El gobernador Alonso Arias de Villasinda, gobernador de la provincia de Venezuela mandó a Alonso Díaz Moreno a fundar una ciudad en la zona cercana al lago de Tacarigua. Díaz Moreno fundó Valencia en 1555, adonde llegó desde Borburata. En ese momento era capitán. Luego llegó a ser gobernador de la provincia de Venezuela.
En septiembre de 1561, los habitantes de la ciudad de Valencia, huyendo del tirano Lope de Aguirre, abandonaron la ciudad y se refugiaron en las islas del lago Tacarigua.
En las orillas del lago Tacarigua se han encontrado esqueletos de indios, algunos ídolos, objetos de adorno, cacharros de cocina, instrumentos musicales etc.
Los ríos principales han venido siendo tan utilizados que ya solo sirven de colectores de aguas servidas, lo que crea un problema ecológico muy serio en la actualidad. Por ello debe ser objeto de estudio y cuidado para preservarlo como fuente de vida para la región central del país.

### Visita de Humboldt
En 1799, Alexander von Humboldt realizó numerosas observaciones del lago Tacarigua. Según sus mediciones, el lago Tacarigua medía unas 28 800 toises (toesas) o 56 131 metros desde el pueblo de Los Guayos hasta Cagua. El científico alemán envió semillas del tomate que cultivaban allí al Jardín Botánico de Berlín.

### Época moderna
A principios de septiembre de 2017, los pobladores del sector Paraparal, comenzaron a evacuar la zona para evitar las inundaciones provocadas por el desbordamiento del lago Tacarigua o lago de Valencia.

## Geografía

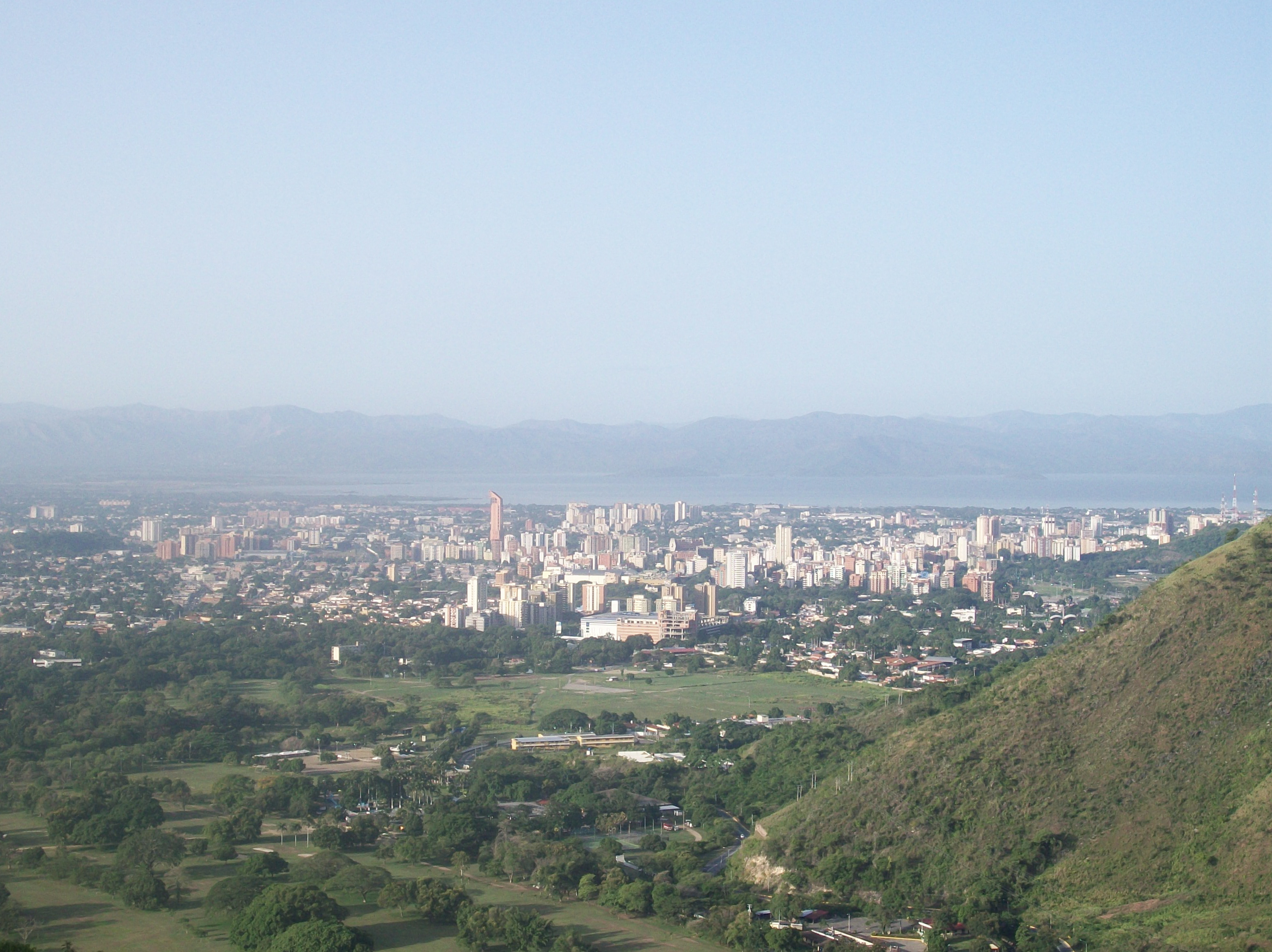
Vista panorámica de Maracay; al fondo, el lago Tacarigua o lago de Valencia.

El lago de Valencia se sitúa entre Aragua y Carabobo. El estado Aragua comprende la porción oriental de la presión que rodea al lago Tacarigua, esta zona es conocida popularmente como los «valles de Aragua», se extiende al este formando un valle de estrecha cuña. El estado Carabobo comprende la porción central y occidental de la depresión y está rodeado por los campos de Carabobo al oeste y con los relieves de la Serranía del Interior que drenan hacia la cuenca del Orinoco.
La presión no es completamente rodeada de montañas, pues se comunica con las áreas circunvecinas a través de las siguientes abras o pasos:
Por el Norte (Cordillera de la Costa)
- El Abra de Las Trincheras: le permite comunicarse hacia Puerto Cabello, San Felipe, Barquisimeto y Coro. Justo por donde pasa la autopista Valencia-Puerto Cabello.
- El Abra de Rancho Grande: le permite comunicarse con Choroní y Ocumare de la Costa justo en el parque nacional Henri Pittier por donde pasan las carreteras que vienen desde Maracay a la costa aragüeña.

Por el Sur (Serranía del Interior)
- El Abra de Tinaquillo: la comunica con los llanos centro-occidentales. Por aquí comienza la Autopista José Antonio Páez.
- El Abra de Villa de Cura: comunica la cuenca con los llanos centrales (Estado Guárico)

Los municipios de Aragua que tienen límites con el lago Tacarigua son:
- Libertador
- Girardot
- Francisco Linares Alcántara
- Zamora

Los municipios de Carabobo que limitan con el lago Tacarigua son:
- Diego Ibarra
- San Joaquín
- Guacara
- Los Guayos
- Carlos Arvelo

El lago Tacarigua no limita con el Municipio Valencia a raíz de la creación del Municipio Los Guayos; el centro de la ciudad de Valencia está muy retirado del lago Tacarigua.

Vista del lago Tacarigua o lago de Valencia

### Accidentes geográficos
Al norte del lago Tacarigua se encuentran:
- Península de la Cabrera (10°14′53″N 67°41′30″O)
- Ensenada de Papayal (10°15′41″N 67°42′8″O)

Al sur del lago Tacarigua están ubicados:
- Montañas de Yuma (10°7′52″N 67°42′16″O)
- Ensenada de Faltriquera (10°7′10″N 67°42′40″O)

### Ríos
La cuenca del lago Tacarigua o Valencia es de tipo endorreico (la única de Venezuela) y recibe aportes de agua de numerosas corrientes fluviales de corto curso y de escaso caudal, entre las que destacan los ríos:
- Güigüe
- Turmero
- El Limón
- Cabriales (antes de ser desviado nuevamente al Paito)
- Los Guayos
- Aragua, que es el más importante con aproximadamente 80 km de recorrido.
- río Güey
- Mariara
- Caño Tucupido

### Vegetación
Humboldt identificó la papaya de la laguna, plantas liliáceas como el Pancratium undulatum y el Amaryllis nervosa, y plantas de agua como Potamogeton tenuifolium, Chara compressa y Typha tenuifolia.

### Historia geológica

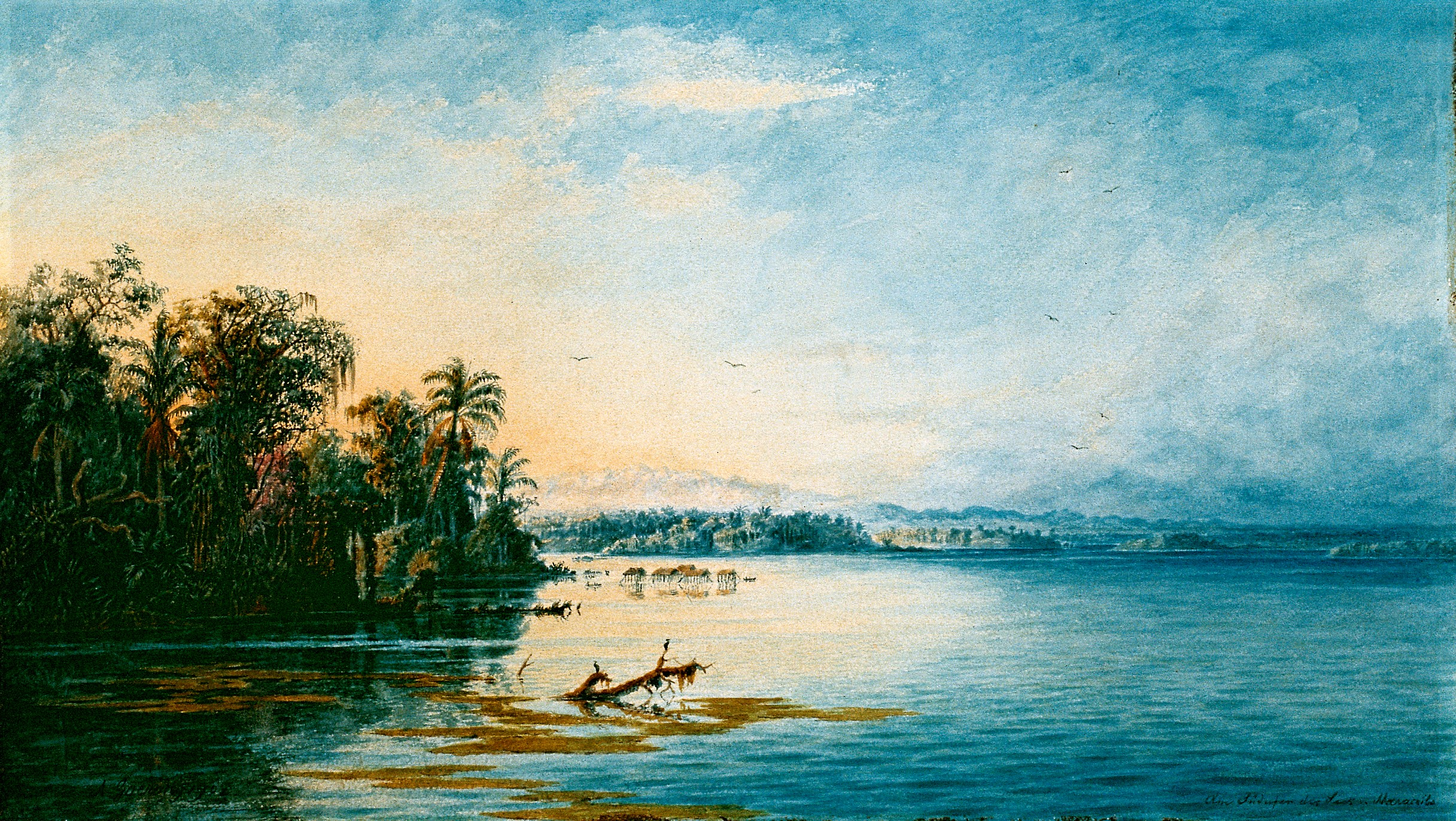
Lago Tacarigua o Valencia de Anton Goering, hacia 1873. Acuarela y grafito sobre papel 28,3 × 46 cm.

Geológicamente, el lago Tacarigua es bastante joven, aproximadamente de una edad pre-Pleistocena o Pleistoceno medio y su origen se debe a un hundimiento de bloques de la corteza terrestre. A lo largo de su historia el nivel de sus aguas ha fluctuado significativamente. La desaparición del lago Tacarigua o lago de Valencia, al igual que la de todos los lagos del mundo, es un hecho geológico, pero el proceso debió ser casi imperceptible, lo grave fue que el propio hombre lo aceleró durante el siglo XIX y gran parte del siglo XX. La disminución de sus aguas en aquellos años se debió a múltiples causas entre ellas:
- La evaporación excesiva por las altas temperaturas locales
- La deforestación
- El fenómeno de Piratería Fluvial, captura del río Tuy (que antes drenaba hacia el lago Tacarigua o lago de Valencia) por el cauce actual de dicho río que drena ahora hacia el Caribe, lo que dio origen al desecamiento progresivo de sus aguas y a la formación de extensas planicies de sedimentos lacustres que convierten a sus riberas en importantes centros agrícolas. Ya Alexander von Humboldt mencionaba la creencia de que el lago Tacarigua podía evaporarse.

Para la década de 1970 el lago Tacarigua resistió prolongados períodos de sequías. Esto unido a la utilización de los afluentes en labores agrícolas y la creciente actividad industrial en la zona ocasionaron un descenso progresivo en el nivel de sus aguas y para el año 1980 su cota llegó a tocar los 401 m s. n. m. (metros sobre el nivel del mar).
Es de hacer notar que el lago Tacarigua o lago de Valencia antes de sufrir todos estos cambios causados tanto por la naturaleza como por el hombre, vertía el exceso de sus aguas de la época de lluvias a la cuenca del río Orinoco a través de un río emisario que hoy en día es el río Paito, afluente del río Pao que a su vez, es un afluente del Orinoco. El río Paito podría considerarse, en realidad, como la parte superior o cabeceras del río Pao.
Sin embargo, en la actualidad se está agravando el problema del aumento del nivel del lago, debido al transvase de las aguas de la cuenca del Orinoco (embalses de Pao Cachinche y Pao La Balsa, en el río Pao) que se hace hacia la cuenca endorreica del lago Tacarigua o lago de Valencia, sin haber hecho los canales de drenaje para las aguas sobrantes con el fin de sacarlas de la cuenca antes de que lleguen a un nivel inferior al de salida de la cuenca por gravedad, por el antiguo curso del río Cabriales. Como consecuencia de ello, los niveles de contaminación de sus aguas también han venido aumentando debido a la importante industrialización de las ciudades de Maracay y Valencia, cuyas aguas servidas son vertidas directamente al lago Tacarigua, en gran parte, sin un tratamiento previo, lo que hace poco atractivo el desarrollo de actividades turísticas o recreativas. Para paliar la situación hace pocos años el río Cabriales que fue desviado hacia el lago Tacarigua en 1979, fue desviado nuevamente, con esto se espera que desciendan el nivel de las aguas. Actualmente están en ejecución los proyectos que permitirán el saneamiento de la cuenca del lago Tacarigua mediante una serie de obras como la adecuación de las plantas de tratamiento de Los Guayos y otras.

### Islas
El lago Tacarigua posee alrededor de 22 islas, entre las que se destacan:
| Isla      | Coordenadas           |
| --------- | --------------------- |
| El Burro  | 10°9′36″N 67°43′47″O  |
| Burrito   | 10°8′38″N 67°44′38″O  |
| Otama     | 10°10′9″N 67°41′34″O  |
| El Horno  | 10°10′53″N 67°42′11″O |
| El Zorro  | 10°9′15″N 67°39′16″O  |
| Caigüire  | 10°8′45″N 67°37′52″O  |
| Chambergo | 10°13′36″N 67°47′13″O |

### Imágenes de satélite
- Una imagen de satélite más actualizada, que reúne los aspectos físicos y las poblaciones con las principales vías de comunicación puede verse en WikiMapia:
- Otra imagen más detallada puede dar una idea del problema de rellenamiento del lago Tacaraigua por su parte occidental: en el sector de la costa occidental del lago Tacarigua puede verse una península formada por un cerro aislado que se conoce con el antiguo nombre de La Isla y que da fe de un nivel más elevado de las aguas del lago Tacarigua en una fecha no tan lejana (siglo XVIII). Y vemos como en la actualidad, el aumento del nivel de las aguas tiende a volver a convertir dicha península nuevamente en una isla (puede observarse el avance de las aguas formando pequeñas lagunas hacia el interior de la costa oeste): Wikimapia ().

También en la costa oriental del lago Tacarigua, cerca de Maracay, en el ahora municipio Francisco Linares Alcántara, donde desemboca el río Aragua, se han venido produciendo inundaciones sumamente serias por el aumento reciente del nivel del lago Tacarigua.

### Situación ambiental
La contaminación de sus aguas y el incremento de su nivel figuran entre los principales problemas que afecta el lago de Valencia.
Actualmente el lago Tacarigua vive un mal momento debido a su alta contaminación, que afecta la salubridad de la población, además de su necesidad de reubicarse. Las constantes crecidas desde el año 2005 aumentaron su nivel y superaron las capacidades de evaporación y purificación de sus aguas. Dichas crecidas se debieron a los transvases de agua de la cuenca del Orinoco a la cuenca del lago de Valencia para el consumo de agua potable de la densa población de la mayor parte de los estados Aragua y Carabobo (por ejemplo, los embalses de Cachinche y La Balsa sobre el río Pao), que han contribuido al aumento de nivel del lago, que recoge a su vez las aguas servidas a través de numerosos ríos como el Cabriales, Güey, Aragua y otros.
El problema ambiental del lago es de viaja data. Los contaminantes llegan a través de las aguas servidas de origen doméstico urbano e industrial. En menor proporción, las actividades agropecuarias aportan aguas residuales, las cuales contienen alta concentración de residuos agroquímicos y fertilizantes. Las actividades industriales que contribuyen con contaminantes a las aguas del lago incluyen: fábrica de pinturas, plásticos, productos químicos y fármacos, tenerías, licorerías y cervecerías; los efluentes son vertidos directa e indirectamente al lago, en la mayoría de los casos sin tratamiento previo.
Los principales componentes de la contaminación en los efluentes son materia orgánica, nutrientes, altos niveles de sales disueltas, sólidos en suspensión, coliformes, metales pesados y otras sustancias tóxicas. Todo el grupo contaminantes químicos y la alta carga microbiana han causado perturbación en la biodiversidad, contaminación de agua potable y alimentos, y efectos en salud de las personas que habitan en comunidades cercanas.
Se prevé, que como consecuencias de incremento progresivo de nivel del lago, continuará la pérdida de infraestructura y tierras agrícolas; agravamiento de los problemas sanitarios por disminución de agua potable y aumento de la proporción de suelos contaminados; desaparición o inundación de sistemas de tratamiento y bombeo de aguas servidas. Todo lo anterior, aumentará el nivel de impacto social, económico y sanitario de las comunidades localizadas en las áreas de influencia del lago de Valencia.